# Minato Namikaze
Minato Namikaze (波風ミナト?), con el título de Yondaime Hokage (四代目火影 Cuarta Sombra del Fuego o simplemente Cuarto Hokage?), era conocido como "El Relámpago Amarillo de Konoha", dada por su capacidad de desplazarse y luchar a gran velocidad, por esta razón se dio la orden en la Tercera Gran Guerra Ninja a cualquier shinobi de otras aldeas que se encontraran directamente con él, tenían la inmediata orden de retirada sin cuestionar. Esto se debía a una técnica que usaba, Hiraishin no jutsu, evolución del Shunshin no jutsu, y al color de su cabello. En la historia se revela que es el padre biológico de Naruto, además de ser quien encerró a Kurama en su hijo. Debido a sus habilidades de desplazamiento y combate fue nombrado Cuarto Hokage por Hiruzen Sarutobi, el Tercer Hokage. Sin embargo, debido a la llegada de Kurama, tuvo que sacrificar su vida por la paz de la Aldea Oculta de la Hoja, y por las vidas de su esposa Kushina Uzumaki y su hijo Naruto, muriendo así en batalla. Posteriormente, fue revivido por el Edo Tensei de Orochimaru durante la Cuarta Gran Guerra Ninja.

## Historia
Cuando era solo un niño estaba en la Academia Ninja, su compañera de clase Kushina Uzumaki pensaba que él era solo un "Flacucho medio afeminado". Él soñaba con ser reconocido por los aldeanos de Konoha al convertirse en hokage, pero Kushina consideraba que era un sueño imposible. Más tarde, cuando Kushina fue secuestrada por un grupo de ninjas de la Aldea oculta de las Nubes, ella dejó hilos de su cabello con la esperanza de que alguien la encontrara, Minato fue el único ninja de Konoha en demostrar ser lo suficientemente listo para entender el rastro y fue capaz de rescatarla. Minato le había dicho que él siempre había admirado su cabello. En ese momento, ella ya no lo vería más como un "Flacucho medio afeminado" y se habría enamorado de él. 
Según quienes lo conocían, Minato era un ninja con mucho talento, al haber sido considerado un genio que aparece solo una vez por generación. Se graduó en la Academia Ninja a la edad de diez años y fue introducido en un equipo de Genin bajo la tutela de Jiraiya. Este tuvo un interés especial en Minato y lo aceptó como aprendiz, le enseñó La Técnica de Invocación. En algún momento, Jiraiya le contó a Minato la profecía del Gran Sapo Sabio, creyendo que Minato podría ser el Niño de la Profecía. 
En años posteriores, Minato fue puesto a cargo de un equipo Genin formado por Kakashi Hatake, Rin Nohara y Obito Uchiha. Durante la Tercera Guerra Mundial Shinobi, Minato llevó a su equipo en una misión en Kusagakure. Debido a que Kakashi recientemente fue promovido a Jonin, Minato le dio el liderazgo de la misión a Kakashi mientras él iba a ayudar a las fuerzas de Konoha. Antes de irse, le dio a Kakashi un kunai especial como regalo de felicitación, equipado con el sello utilizado para su Jutsu del Dios del Trueno Volador. 
Mientras ayudaba a sus compañeros ninja de Konoha, usó el Jutsu del Dios del Trueno Volador para destruir toda la oposición de la Aldea Oculta de las Rocas en un instante. Volvió a tiempo para salvar a Kakashi y Rin de otro grupo de enemigos, pero no pudo salvar a Obito, quien, después de haber sido apalastado por una Roca, le obsequio su Sharingan a Kakashi como regalo por haber sido ascendido a Jonin. Cuando Kakashi se recuperó de la dura prueba, Minato los ayudó a completar la tarea de destruir el puente Kannabi. 
En algún momento de la historia durante la Tercera Guerra Mundial Shinobi, Minato tiene una batalla con el aspirante a cuarto Raikage de la Aldea Oculta de las Nubes, "A" Junto con su hermano Killer Bee y otro shinobi. En lo que fue aparentemente el primer encuentro, Minato, un Inuzuka, un Akimichi y un cuarto miembro, se enfrentaron a A y su equipo. Allí, Minato y A tuvieron un choque de velocidad, Minato casi hiere gravemente al futuro cuarto Raikage antes de que Killer Bee interceptara el ataque. Al recibir la señal de Konoha de retirada por el momento, Minato se quedó a alabar la valentía de Killer Bee y le dijo a A que tenía una buena familia y buenos seguidores que lo rodean por lo que hizo, y también ofreció un consejo, el de asegurarse de que su hermano sabía quién era antes de convertirse ni en humano ni en Jinchūriki. Minato declaró entonces que la próxima vez que se encontraran, el estaría con el título de "Kage" en el momento, sin la intención de permitir que su enemigo escapara tan fácilmente, A intentó atacar a Minato antes de irse creyendo que este se tele-transportaría a uno de sus kunai especiales, sin embargo A se sorprendió al ver que el ninja de Konoha apareció detrás de su hermano, ya que sin que este se diera cuenta, Minato le había marcado un sello del jutsu del Dios del Trueno Volador en unos de los tentáculos de Killer Bee a propósito. Impresionado por el hecho de que Killer Bee había deducido la táctica de Minato y puso a este en una situación no favorable, ya que Killer Bee tenía su espada apuntando hacia atrás donde aparecería él, Minato alabó a Killer Bee por sus habilidades como shinobi y no por ser un Jinchūriki. 

### Cuarto Hokage
Poco después de finalizada la Tercera Guerra Mundial Shinobi, Minato fue elegido como el Cuarto Hokage debido a que el Tercer Hokage decidió renunciar, asumiendo de esa manera las muertes y pérdidas ocasionadas durante la guerra antes mencionada. En el anime, poco después de la ceremonia celebrada, Minato envió a Kakashi a una misión consistente en ir a recibir un documento importante relacionado con el tratado de paz entre Konoha e Iwagakure. Sabiendo que Kakashi todavía se encontraba traumatizado por la muerte de Rin, Minato envió a Guy y a un grupo de ANBU como respaldo por si un incidente ocurría, demostrándose más adelante que esto fue una movida inteligente, ya que Kakashi fue atacado en el camino por varios shinobis, pero fue incapaz de defenderse por su trauma, además de que sufrió hiperventilación durante la batalla. Más tarde, Minato visitó a Kakashi en el hospital y decidió promoverlo a ANBU con la intención de que trabajara directamente bajo su tutela y pudiese tenerlo supervisado. Posteriormente, en algún momento durante su reinado, Minato les enseñó el Jutsu del Dios Trueno Volador a sus guardias para facilitarles las tareas que él les encomendaba.

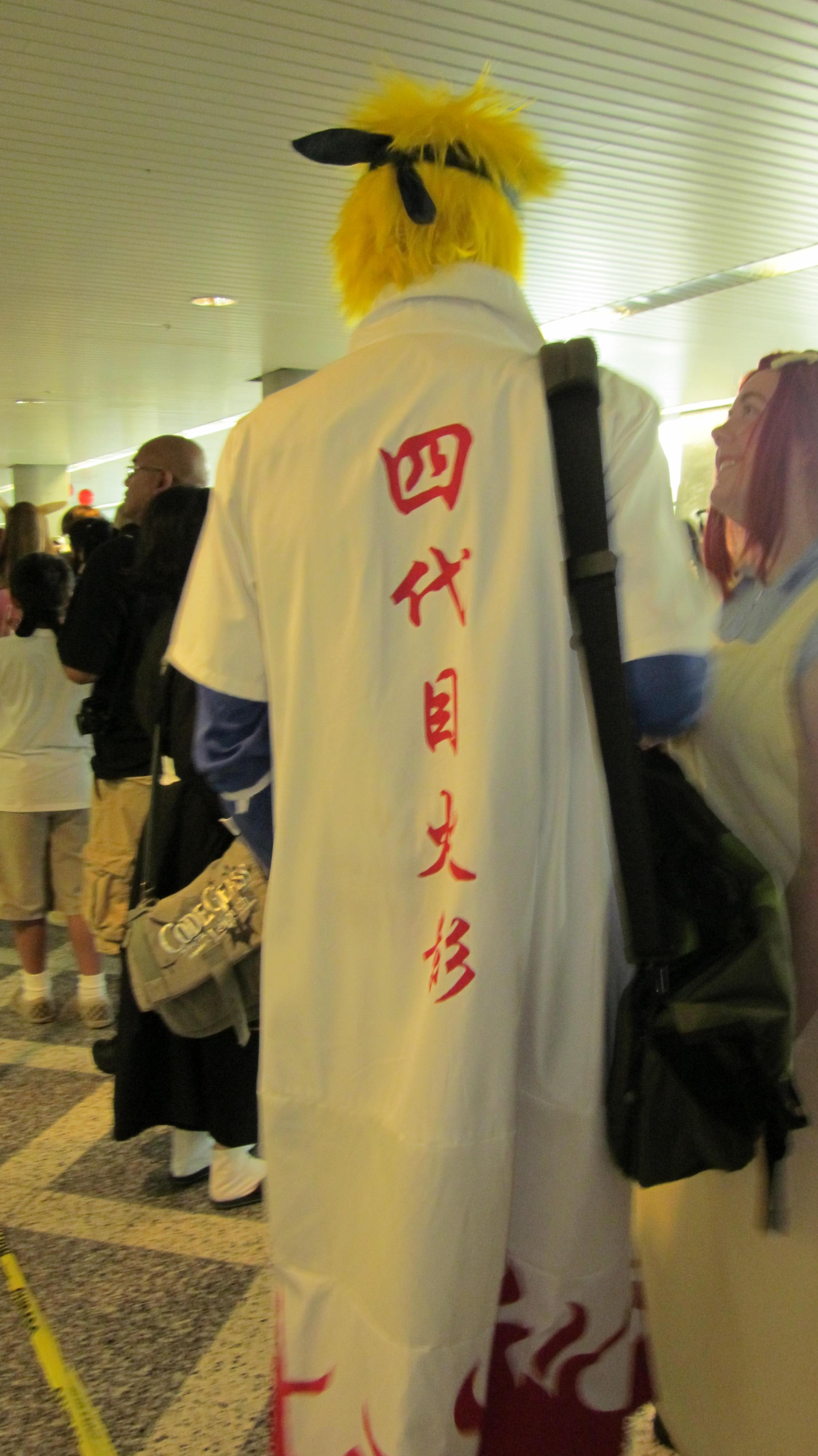
Cosplay de Minato Namikaze en AniManGaki 2014.

### Minato y Kushina
Más tarde Kushina quedaría embarazada y, luego de leer el libro de Jiraiya, donde el personaje principal se llamaba Naruto, Minato dijo que el protagonista era igual que Jiraiya. Fue entonces cuando Minato reveló que él y Kushina querían que su hijo fuera un shinobi como el del libro, y por eso decidieron ponerle el nombre de "Naruto". Minato señaló que Jiraiya sería el padrino de Naruto y este le preguntó si estaba seguro de que querría eso. Minato dijo que Jiraiya era un buen ejemplo para todos ellos y que no podía pensar en un shinobi mejor que él. 
El día en que Naruto iba a nacer el Tercer Hokage preparó un lugar secreto fuera de la aldea para que se hiciera allí el parto. En el parto el sello que mantenía a Kurama dentro de Kushina se debilitaría así que él estaría allí para evitar que el zorro escapase. Durante el parto le pregunta a Biwako si Kushina se encuentra bien ya que nunca había sentido tanto dolor y esta le dice que no entre en pánico, esa es la razón por la que una mujer tiene hijos, los hombres no pueden manejar el dolor. 
Inmediatamente después del parto Obito entra al cuarto matando a Biwako y a Taji. Captura a Naruto, lo tira al aire y cuando está a punto de clavarle un kunai Minato rápidamente lo salva, pero se da cuenta de que la sabana que cubría a Naruto está llena de sellos explosivos así que la tira y escapa usando su técnica de teletransportación llevando a Naruto a un lugar seguro. Mientras tanto Obito extrae al Kurama de Kushina y lo domina con su Mangekyo Sharingan, haciendo que ataque la aldea. Minato vuelve por Kushina y la lleva junto a Naruto, luego se pone su traje de Hokage y se prepara para detener el ataque. 
Minato se dirige a las estatuas de los Hokages para evitar el ataque de Kurama, el cual fue invocado en medio de la aldea por Obito. Después de haber desviado el ataque de la Biju-dama de Kurama con su jutsu espacio-tiempo, Obito aparece detrás de él, intentando llevarse a Minato a otra dimensión con su Kamui para que no interfiriera, aunque este último consigue escapar al bosque, siendo seguido por Obito. Entonces Minato empieza a pelear contra el enemigo dejando en las manos de Hiruzen y los otros shinobis de Konoha a Kurama, hasta que Minato logra vencer a Obito con su Rasengan y colocar un sello contrato en Obito haciendo que perdiera el control sobre Kurama, causando que Obito obtara por escapar del lugar, no sin antes advertirle que algún día Kurama volvería a estar bajo su control. Luego este se retira a las afueras de Konoha donde todos los ninjas de la aldea intentaban detener al enfurecido Kurama, pero la bestia es inmovilizada por la invocación de Minato, Gamabunta, para detener el ataque del zorro y llevarla a otro lugar. La lucha prosiguió en el lugar donde se encontraba Kushina y Naruto, en donde su esposa intentaba devolver a Kurama de nuevo a su cuerpo con lo último de su chakra para poder morir con él. 
Minato al ver la decisión de su esposa, se pone en un principio triste, pero después decide utilizar un poderoso pero mortal jutsu de sellado conocido como el Sello Mortal de la Parca para encerrar la mitad yin de Kurama y sellaría en sí mismo a costo de su propia muerte. Luego de activar este jutsu, el Shinigami se manifiesta detrás de él y la mano de la Parca sale de su cuerpo tomando parte yin del chakra de Kurama y la sella dentro de su cuerpo, causando que la bestia disminuyera de tamaño considerablemente. Después de eso, él invoca un trono de ceremonia, donde coloca a su hijo para poder sellar la parte yang de Kurama usando el jutsu Sello de 8 Trigramas. Sin embargo Kurama consiente de lo que trataba de hacer, atacó rápidamente al pequeño Naruto, pero es detenido por Minato y Kushina, los cuales son atravesados por las gigantescas garras de Kurama, evitando que el pequeño Naruto fuera alcanzado por estas. Antes de empezar el proceso de sellado, Minato invoca al sapo Gerotora para poder escribir la llave del sello y le ordena dárselo a su maestro Jiraiya. Al final, Kurama es sellado dentro de Naruto junto con el poco chakra de Kushina y Minato (con la idea de que estos se activaran más a delante), causando la muerte de ambos.

### Legado
El último deseo de Minato era que Konoha viera a Naruto como un héroe que había ayudado a derrotar a Kurama, pero en lugar de eso los habitantes de la aldea lo trataron como un monstruo todo esto a raíz de lo que les hizo el zorro. Sin embargo, solo unos pocos habitantes del pueblo honraron su deseo, entre los que estaban: el Tercer Hokage, Hiruzen Sarutobi, quien estuvo presente cuando Kurama fue sellado, otro que también lo sabía posiblemente es Shikaku Nara, padre de Shikamaru Nara, debido a que este conocía a Minato y sabía que él y Kushina iban a tener un hijo, otra que aunque no lo sabía aún era Hinata Hyuga, la hija de Hiashi Hyuga, ya que está al principio no era consciente de la existencia de Kurama, ya que los miembros de la rama principal solo le decían que se mantuviera alejada de Naruto, otro que también conocía la verdad era Jiraiya, ya que él fue maestro de Minato y finalmente Tsunade Senju, quien sabía desde el principio que Naruto era el jinchuriki de Kurama. Durante el transcurso de la serie, Naruto es capaz de cambiar la forma en que los aldeanos lo ven, pero al mismo tiempo, debe luchar contra Kurama que está sellado dentro de él. Naruto nunca supo quiénes eran sus padres durante su infancia, pues Hiruzen tenía la sensación de que era mejor que el mundo no supiera quién era el padre de Naruto todo esto con tal de protegerlo de posibles intentos de secuestro o de asesinatos, con la excepción de unas pocas personas. 
Con la muerte de Minato, Hiruzen se vio obligado a retomar su posición como Hokage, debido a que Minato no pudo elegir a su sucesor. Hizo un decreto que prohibía a los aldeanos de hablar en voz alta que Naruto era jinchuriki de Kurama, con la esperanza de que los niños no se alejaran de él como lo hicieron sus padres. 
Minato dejó una clave para el sello que mantuvo a Kurama sellado dentro de Naruto, que se utiliza para fortalecer cada vez que comenzara a debilitarse. Como medida de seguridad final, dejó una huella de sí mismo dentro del subconsciente de Naruto que iba a reaccionar cuando este último liberarse la octava cola de Kurama y el sello estuviera a punto de romperse.

## Segunda parte

### Invasión de Pain
En la pelea de Naruto y Pain, Naruto rompe el sello de su estómago y causa la liberación de las 8 colas. Luego de esto ante la confusión y desesperación de Naruto por las palabras de Pain, Kurama se aprovecha de ello y lo incita a romper el sello totalmente, a lo que él accede desesperadamente. Cuando estaba a punto de hacerlo, aparece el mismísimo Minato Namikaze ante el asombro de Naruto y la furia de Kurama, explicando que él había sellado a Kurama de forma tal que le permitiera aparecer en la mente de Naruto cuando este liberara las primeras 8 colas de Kurama, pero admite que al hacer eso el sello por poco se rompe, luego le dice a Kurama que esperaba no volver a verlo nunca más y dice que se encuentra feliz por ver a su hijo crecido aunque sea en una circunstancia como la actual. 
Luego le revela a Naruto que él es su padre y aunque este se siente feliz, le reclama a su padre por haber encerrado la mitad Yang Kurama dentro de él y por el infierno que lo hizo pasar a raíz de eso. Minato le pide disculpas a Naruto por todo lo que ha sufrido y luego le menciona que hay una razón por la cual el sello la mitad Yang de Kurama en Naruto luego le revela la oscura verdad detrás del ataque de Kurama hace 16 años, explicándole que la bestia fue controlada por un ninja de extraordinario poder y que estaba oculto bajo una máscara, esta misma persona estaba manejando a Pain para sus propios fines. Luego le dice que solo él puede realizar la misión que le dejó Jiraiya de eliminar el odio del mundo. Después de contarle toda la verdad a Naruto sobre el ataque de Kurama, Minato le dice que ya es tiempo de irse para el, ya que su chakra comenzaba a desvanecerse, pero antes de irse Minato vuelve a restaurar el Sello de 8 Trigramas de Kurama en Naruto para detener la transformación, pero le advierte que será la última vez que lo haga y le expresa su completa confianza en Naruto antes de desaparecer.

### Resurrección del Diez Colas
Minato es liberado del estómago de la Parca y resucitado con el Edo Tensei por parte de Orochimaru, demostrando que es uno de los que sabe la verdad sobre el pasado del Clan Uchiha, junto a Hashirama Senju, Tobirama Senju y Hiruzen Sarutobi, los cuatro primeros Hokages. Impresionado de encontrarse a sí mismo en ese estado, Minato le pregunta a Orochimaru cómo pudo ser capaz de romper el Sello Mortal de la Parca. Luego de recibir una respuesta por parte de Orochimaru, Hashirama le pregunta quien es, Minato luego blandió con orgullo el emblema en la parte posterior de su capa dejando que el Primer y Segundo Hokage supieran que él era la persona que heredó el puesto de Cuarto Hokage, Hashirama luego de oír esto se emocionó al saber que la aldea llegó a tener un Cuarto Hokage y lo tomó como una señal de estabilidad de la aldea, aunque Minato admitió que no podía decir nada al respecto debido a que murió antes que Hiruzen. Más tarde le dijo a Hashirama que se encontraba sellado dentro del Shinigami, debido a un pequeño incidente muy diferente al de Hiruzen. Después de la reacción de Hashirama al enterarse de que Tsunade se había convertido en la Quinta Hokage, Minato le preguntó si estaba preocupado porque ella estaba a cargo, aunque luego Hashirama comenzó a reírse, ya que este les menciona que al ser Tsunade su primera nieta este la malcrio de tal grado que llegó a heredar su vicio de las apuestas. 
Más tarde, luego de que la actitud de Tobirama cambiara, al quedarse indignado al oír a Sasuke decir que él puede vengarse de Konoha y que Hashirama detuviera a su hermano aumentando su nivel de Chakra, Minato queda maravillado de que algo tan simple haya hecho que el Santuario Nakano casi se derrumbara. Al enterarse de que Madara Uchiha había sido resucitado y que se encontraba en el campo de batalla luchando en la Cuarta Guerra Mundial Shinobi, Minato pronto sintió el Chakra de Naruto y Kurama en el mismo campo de batalla, quedando encantado de que su hijo había conseguido lo que él esperaba que hiciera al haber sellado a la bestia en su interior. 
Luego Minato junto con los otros que se encontraban allí escuchan la historia del Primer Hokage y como se conoció con Madara y fundaron Konoha. Cuando ya el Primero terminó de contar su historia, Sasuke menciona al Tusukuyomi Infinito diciendo sus efectos dejando al Primer, Tercer y Cuarto Hokage sin palabra alguna. Más tarde cuando Hiruzen dice que todo lo que esta ocurriendo es su responsabilidad, Minato le dice que no lo es, que hizo todo lo que pudo por el bien de la aldea. Minato añade que él murió cuando Kurama atacó Konoha diciendo que tenía grandes expectativas como Hokage, pero que se alejó de ellas. Minato dice que si hubiera vivido, él pudo haber detenido el golpe de Estado de los Uchiha de un modo distinto. Más tarde él junto a los demás Hokages y los miembros de Taka, escuchan la decisión de Sasuke la cual es que no dejará que Konoha y la vida de su hermano se desperdicien en vano, algo que sorprendió a todos. 
Luego Orochimaru decide soltar a los Hokages, por lo que todos salen del Santuario Nakano y se dirigen al Monumento de los Hokage para observar a Konoha en donde Hashirama dice que esa vista es nostálgica. Luego los Hokages empiezan a movilizarse, Minato dice que finalmente podrá encontrarse con su hijo Naruto diciendo que hará todo lo que no pudo hacer por él como padre, añadiendo que le dará un gran regalo. Luego de eso él junto con los otros Hokage se colocan sobre sus respectivas caras del Monumento de los Hokage. Minato aparece en el campo de batalla justo a tiempo para desviar la gigantesca Bola Bestia con Cola del Diez Colas con el Dios del Trueno Volador: Guía del Trueno, luego de eso cae al suelo junto a su Kunai Dios Trueno Volador, preguntándole a Naruto si había llegado tarde. 
Sakura sorprendida pregunta por quien es, él responde que es Minato Namikaze y les avisa que se preparen para la explosión que causó el impacto de la Bola Bestia con Cola del Diez Colas que fue enviada al hacia el océano por él. Sakura Haruno al observar los ojos de Minato se percata que ha sido resucitado por el Invocación: Resurrección del Mundo Impuro, pero Minato le dice que no se preocupe, que está de su lado, le da las gracias por curar a Naruto y le pregunta si es su novia, al Naruto responder que si, ella empieza a golpearlo, algo que le hace recordar un poco a Kushina por tener ambas el mismo temperamento y le dice que cuide de su hijo. 
Luego cuando los otros tres Hokages llegaron, Minato es halagado por Hiruzen quien le dijo que es tan rápido como siempre y por Tobirama quien le dijo que su Jutsu de Cuerpo Parpadeante es mejor que el de él. Minato felicita a Naruto por todo lo que ha hecho y le avisa que Sasuke está en camino y está de su lado, luego se transforma en un Modo Controlado del Chakra de Kurama adquiriendo una apariencia similar a la de Naruto en este estado. Después le dice a Tobirama y Hiruzen que vayan delante de él, luego de hacer esto, Hiruzen le pregunta si ya puso las marcas, diciendo que sí, para que luego Tobirama dijera que es rápido actuando, para cada uno posicionarse sobre un Kunai Dios Trueno Volador y junto con Hashirama realizan la Formación de los Cuatro Soles Rojos, logrando aprisionar al Diez Colas. Luego cuando el Diez Colas crea una Bola Bestia con Cola gigantesca, Minato le dice a sus predecesores que se preparen, por lo que Hiruzen y Tobirama dicen que ya lo saben, al momento de que la esfera impacta los Hokages aumentan el poder de la barrera haciendo que esta explotara dentro de la misma logrando herir a la bestia. 
Después cuando Naruto salva a Sakura de uno de los Mini Clones de la Bestia de Diez Colas utilizando el Elemento Viento: Rasen Shuriken, Minato se sorprende y se dice que incluso pudo combinar la naturaleza de chakra elemental de su Rasengan con éxito. Cuando Minato ve que Naruto, Sasuke y Sakura realizan sus invocaciones en el campo de batalla, admite que no creía que iba a ser capaz de verlo de nuevo, haciendo referencia a los antiguos Sannin. Cuando ve el ataque combinado del Elemento Viento: Super Gran Bola Rasen Shuriken con el Elemento Infierno: Susanoo Kagutsuchi se muestra sorprendido y bromea comentando que la técnica debería llamarse "Elemento Quemar: Remolino del Vendaval de la Flecha de Luz Negra". Luego cuando Obito Uchiha regresa de la Dimensión del Kamui y la mitad de su cuerpo se vuelve negro y de él empiezan a crecer unas barras negras, algo que hizo que el Uchiha empezara a gritar de dolor, aunque esto no le impidió levantarse y hacer un sello de mano, Minato inmediatamente al verlo se sorprende y detiene a Obito.
Minato entiende la situación al ver a Obito y crea un clon de sombra para apoyar a los demás en su intento de detener el Camino Externo — Jutsu de la Reencarnación de Samsara que este realizaba, luego de un intento fallido por detenerlo por parte de Sasuke, Minato llega y ataca a Obito con su kunai especial en el momento justo y lo detiene, recuerda su enfrentamiento con aquel hombre enmascarado que utilizó al Zorro de las Nueve Colas para destruir la aldea en el pasado y se pregunta anonadado e incrédulo si en verdad fue él quien lo hizo. Minato le comenta que la marca del Jutsu Volador del Dios Trueno jamás desaparece y triste le dice a Obito que si hubiera estado vivo le hubiera gustado que se hubiese convertido en Hokage. Así mismo, se sorprende al ver que Obito aún no estaba muerto y pudo sellar en sí mismo al Jubi, el junto a Sasuke fueron rescatados por Naruto de caer en manos del Jubi. 
Luego de ser rescatados, Minato observa el nuevo aspecto de Obito además de sus nuevos poderes, siendo capaz de destruir las puertas de Hashirama y la barrera creada para mantener retenida a la bestia. Minato le pide a Obito que reaccione y se detenga, pero solo obteniendo una respuesta vacía de Obito, haciendo referencia a que no tenía idea de lo que hablaba. Obito se prepara para atacar y se sorprende cuando repentinamente su cuerpo comienza a expandirse de manera irregular, Minato afirma que todavía no puede controlar a la perfección el poder del Diez Colas y aprovecha la oportunidad de atacar mientras se encuentra vulnerable. 
Sin embargo, Obito es capaz de contrarrestar, no solo el ataque de Minato, sino también de lanzar un ataque a Naruto. A pesar de que al principio su ataque fue bloqueado por Sasuke, Obito logra romper la defensa del Susanoo y sostener a ambos shinobis con sus manos. Minato después ve que Obito comienza a perder aún más la forma de su cuerpo, sin saber que este estaba liberando más poder del Diez Colas, por lo que va adquiriendo una nueva apariencia. Después de que Obito adquiere una nueva forma muy similar a la del Sabio de los Seis Caminos. Obito exclama que finalmente tomó el control y posteriormente ataca a su maestro. A pesar de que parece que Minato logró evadirlo, Obito enfoca su atención en una bola de sustancia misteriosa que dejó atada a Minato, la cual comienza a expandirse. 
Minato tenía pensado saltar para evitar que la bola impacte con Naruto y Sasuke, pero aparece Tobirama quien utiliza su Jutsu del Dios Trueno Volador para salvarlos y al mismo tiempo impactar la esfera de chakra en Obito, sin embargo este sale ileso. Minato considera que debe crear una abertura con su Gran Destello Danza de la Ronda de Esferas Giratorias, pero en eso Naruto y Sasuke se adelantan realizando su Elemento Llama: Rasen Shuriken. Minato les reclama que se detengan, pero los chicos argumentan que ellos crearan la abertura, Minato y Tobirama deciden apoyarlos utilizando su Dios Trueno Volador: Técnica de Intercambio en el Mismo Momento con el objetivo de que Obito no sea capaz de defenderse con sus esferas misteriosas y al mismo tiempo los shinobis lleguen con mayor velocidad al objetivo. Finalmente, la táctica funciona y Obito es impactado por el ataque. 
Las esferas defensivas que Minato le quitó a Obito comenzaron a trasladarse a donde este se encontraba y lo ayudaron a salir del torbellino de fuego. Obito sale ileso del ataque, lo que causa sorpresa en Minato. Minato comienza a reclamarle a Obito que no debería estar haciendo esto y le recuerda acerca de su sueño de ser Hokage, Obito le responde que es muy tarde, y agrega que siempre hace las cosas tarde, haciendo referencia que no estuvo en el incidente de Rin. Minato comienza a reflexionar acerca del pasado y se comenta que si hubiera sabido que el hombre de la máscara que atacó Konoha era Obito, lo hubiera detenido y que el mundo shinobi no se encontraría de la manera en que está ahora. Luego se sorprende cuando Tobirama utiliza su Jutsu del Dios Trueno Volador en Naruto para tele transportarlo a la espalda de Obito e impactarle una gran bola Rasengan. Se revela que el ataque funciona porque es un senjutsu, en vez de un ninjutsu. Cuando Minato ve que Naruto también es capaz de entrar en el Modo Sabio luce sorprendido, mientras en su subconsciente la mitad Yin de Kurama le comenta que Naruto es un chico que ama a sus padres y ha sido capaz de convencer a su otra mitad. 
La parte Yin de Kurama le dice a Minato que no fue su culpa la muerte de Kushina y tampoco que Naruto se haya convertido en Jinchūriki y que le dice que no se arrepienta, porque su hijo está intentando cambiar el mundo. Mientras tanto fuera de su subconsciente, Minato observaba a Tobirama y a Naruto, además de Obito quien estaba cayendo al suelo por el impacto. Luego de eso, Minato observa sorprendido cuando el Uchiha crea un árbol gigante con cuatro flores Rafflesiaceae gigantescas, las cuales empezaron a crear Bolas Bestia con Cola. Tobirama al verlo, pregunta a Minato si puede tele transportarlas a todas al mismo tiempo, Minato le responde que no es capaz de crear ningún sello ahora pero que solo podría hacer desaparecer una, pero que también hay otra forma, algo que es escuchado por Obito quien les dice que no los dejara salvar a nadie. Luego de eso, Naruto le dice que tiene una idea, por lo que le pide que toque puños con él. Al hacerlo, Minato y su hijo se encontraban en sus subconscientes en donde los Kurama empezaron a hablar. En el campo de batalla, el Uchiha le dice a Naruto que Minato no será capaz de lograr nada, añadiendo que no pudo salvar a su madre, ni a sus alumnos.
Al Obito decir que el día siguiente es el aniversario en el que Minato y Kushina murieron, Naruto dice que también es su cumpleaños, algo que Minato mira sorprendido, además de escuchar cuando su hijo dice que su mundo no llegara a su fin, ya que él todavía existe. Al oír eso, Minato recuerda a Kushina diciendo que su hijo ha crecido y madurado. Luego de eso se ve a las dos mitades de Kurama chocando puños, algo que de igual forma, Minato y Naruto hacen, algo que hizo que este último se transforme. 
Al chocar sus puños, el chakra de Minato se funde con el de Naruto y también ocurre lo mismo con las dos mitades de Kurama. Después Minato se queda viendo a Naruto mientras recordaba el plan de Naruto y Kurama, seguidamente comenzó a pensar si Kushina se había encontrado con él y como ha crecido su hijo y las dificultades que habrá tenido. Sin embargo, Naruto le responde que la única dificultad en la que está interesado ahora es la que tenían frente a él. Luego de que Naruto hiciera aparece el chakra de Kurama, de nuevo, en los Shinobis de la Alianza y que Obito disparara sus Cuatro Bola Bestia con Cola, Minato tele transporta a todos los Shinobis fuera de la barrera, por lo que recibe reconocimiento de Tobirama pero el Cuarto responde que no compensa todas sus fallas. Después Naruto y él explican cómo pudo hacer dicha hazaña, la cual fue posible gracias a que al fundir sus chakra utilizó la conexión de chakra de Naruto y Kurama como intermediario para usar su jutsu en todos. Cuando Minato vuelve a quedarse mirando a su hijo, en su subconsciente Minato afirma que con el poder de Kurama no hay nada que no puedan hacer. 
Entonces Minato le dice a su hijo que desea hablar un rato más con él, pero Naruto le responde que con mirarse bastaba y que además se encontró con su madre. Por lo que Minato recuerda sus últimos momentos de vida y empieza a llorar al ver que Naruto sabía todo lo que quería decirle. Minato continúa sintiéndose nostálgico por el gran crecimiento y confianza mostrada por su hijo. La mitad del zorro que se encuentra dentro de Minato le recomienda que apoye en el ataque planeado de Naruto. Así que Minato, transformado en bestia, crea un Rasengan gigante y le pide a Naruto que le aplique senjutsu. Luego Tobirama tele transporta a ambos a la espalda de Obito pero este se protege y logra bloquear el ataque con su sustancia negra. Luego a Naruto se le ocurre atacar esta vez con una Bola Bestia con Cola infundida en senjutsu y le pide ayuda a Minato, pero cuando estaban por atacar, Obito decide iniciar el Tsukuyomi Infinito. 
Luego, apareció el Diez Colas y mostró su verdadera forma, un árbol cuyas raíces se encargan de absorber el chakra de los Shinobis que una vez le perteneció a él. Naruto fue atrapado por una de las raíces, sin embargo Minato no fue capaz de salvarlo debido a que se había quedado sin chakra suficiente, pero en el último instante, Naruto fue salvado por Hiruzen. Luego, Tobirama tele transporta a Minato, Hiruzen y Naruto lejos del árbol. Más tarde, Minato le da parte del chakra de Kurama a Naruto para que este pueda transformarse en su Forma total del zorro y sea capaz de apoyar en la ofensiva junto a Sasuke. 
Después de que las Bestias con Cola son liberadas, Minato aparece en el momento en el que Sasuke se disponía a acabar de una vez por todas con Obito pero es interrumpido por Kakashi quien aparece encima del ya resignado Obito para darle el golpe final. Sin embargo, Minato lo detiene, y le pide a él y a Obito recordar todas las misiones y aventuras que vivieron junto con Rin en el pasado, cuando eran incluso más niños que Naruto. Obito les dice que una vez que Rin murió, empezó a ver el mundo desde una nueva y errada perspectiva y se le rompieron todas sus esperanzas y sueños que tenía en el futuro, además de que dijo que Naruto también fracasaría en su camino. Kakashi lo defiende y le dice que Naruto es diferente, que tendrá menos probabilidades de fallar que él, y que si llegase a tropezar, el lo ayudaría, con los demás compañeros que ha obtenido con el paso de los años y los cuales también están involucrados en sus sueños. Luego, Kakashi le recrimina a Obito que si él hubiera tenido amigos a su alrededor, sus esperanzas hubieran florecido y por fin podría ver la realidad desde un punto de vista positivo.

### El Regreso de Madara Uchiha
Luego de que Obito fue utilizado para revivir a Madara, Zetsu intentó tomar el Rinnegan de Obito para devolvérselo a su amo, sin embargo Minato y Kakashi trataron de detenerlo provocando que este se introdujera dentro de Obito. Minato se sorprendió y notó que Zetsu no era humano, entonces Zetsu les explicó que él era la voluntad de Madara y que nunca debieron subestimarlo. De repente, la Estatua Demoníaca del Camino Exterior emergió del cuerpo de Obito y Kakashi rápidamente intentó usar su Kamui en ésta. Luego de que la estructura desapareció, Minato le preguntó a Kakashi si lo había logrado, pero su estudiante le respondió que no y que solo pudo afectarle el brazo derecho. Zetsu Negro intentó tomar el Rinnegan del ojo  Minato es interceptado cuando transfiere el chakra de Kurama a su hijo.
izquierdo de Obito pero este se resistió. Mientras Obito le pedía a Kakashi que destruyera el ojo para evitar tantos problemas, el Zetsu Negro informó que el ojo derecho ya había sido encontrado y entregado a Madara. 
Cuando Minato y Kakashi se disponían a atacar, la mitad Yin del chakra de Kurama sintió y avisó a Minato que Naruto estaba en problemas ya que la mitad-Yang había sido extraída de su cuerpo. Repentinamente llegó Gaara con Sakura y Naruto desmayado en su arena y les contaron lo sucedido. Rápidamente Minato procedió con la transferencia de chakra pero durante el proceso, Zetsu Negro intervino y se robó el chakra de la bestia. Luego apareció Madara, como el Jinchūriki del Diez Colas, con la intención de recuperar por su cuenta su ojo izquierdo. Cuando Obito se acercaba a Madara con la aparente intención de devolver el ojo faltante y la mitad de chakra del Zorro de Nueve Colas, Minato entró al Modo Sabio y utilizó su Jutsu del Dios Trueno Volador para acercarse a Madara e intentar lastimarlo con un Rasengan infundido en senjutsu, sin embargo, Madara fue capaz de cortar el brazo que le quedaba a Minato y patearlo para que se estrellara contra Kakashi y también mando a volar su cuerpo , estrellándolo contra Gaara. 
Obito proclamó que él ha vuelto a ser como era antes de conocer a Madara y que eligió ponerse del lado de sus aliados de la infancia. Después de lograr recuperar porciones de chakra de Shukaku y Gyuki dentro de Madara, Obito y Kakashi entonces se unieron. Minato miró con asombro, recordando cómo sus dos estudiantes siempre argumentaron que los niños. Combinando sus respectivos Kamui, Kakashi y Obito lograron tele transportar tanto a Naruto y él mismo Obito a la otra dimensión. Incapaz de moverse en su estado actual, Minato agradeció silenciosamente a Obito por elegir salvar a Naruto.
Minato señaló que en su condición actual, fue incapaz de usar sellos de mano de nuevo y sus competencias con Senjutsu eran pocas como para ayudarles en esta situación. Esto llevó a Guy a abrir la séptima puerta y atacar a Madara con su Tigre matutino, impresionando mucho a Minato cuando este vio la habilidad en el Taijutsu de Guy. Él intento salvar a Guy después de que el ataque lo dejó incapacitado, Minato tuvo que pedirle a Kakashi que por favor lo arrojara, para que de esta forma él pudiera desviar las esferas de Madara hacía la dimensión Kamui. Guy fue rescatado por la oportuna llegada de Rock Lee al campo de batalla. Observando con asombro como Guy comenzó a abrumar a Madara, Minato informó a su equipo iban a ser el grupo apoyo para que el ataque de Guy sea efectivo. Rápidamente explicó a sus aliados la mecánica detrás de las esferas de chakra de Madara. Minato lanzó a Lee para que pudiera llevar sus Kunais, para que entonces las esferas se fueran hacía otro lugar junto con él utilizando el Jutsu del Dios Trueno Volador. 

### El Retorno de la Princesa
Más tarde Minato, gracias a su técnica, se tele transportó hacia su rostro en el monumento de Konoha en donde se había quitado su capa de Hokage para así mantenerse alejado de las esferas y se colocó a descansar. Posteriormente se sorprendió al ver la aparición de raíces gigantescas que se encontraban por toda la aldea y que habían atrapado a todos sus habitantes. Más tarde, Minato observó que las Esferas de Chakra que se encontraban anexadas en su capa comenzaron a desvanecerse, así que este especuló que Madara pudo haber sido vencido pero que debía volver al campo de batalla en caso de que Naruto requiera ayuda. 
Más tarde, los Hokages se volvieron a reunir para discutir la situación justo donde estaba una parte del cuerpo de Madara. Cuando Minato llegó con ellos, se disculpó por la tardanza preguntando si sabían lo que pasaba. Hashirama le respondió que no pudieron encontrar a nadie y que solo una parte del cuerpo de Madara estaba allí. Al oír eso, Minato preguntó si debían de considerarlo muerto y que tenía un mal presentimiento, Tobirama lo interrumpió y mencionó que aparentemente el Tsukuyomi Infinito había sido completado y que los muertos, como ellos, no eran afectados. Luego, el Segundo Hokage le preguntó a Minato acerca de la situación en Konoha, respondiendo este que cuando intentó liberar a los atrapados, éstos no se despertaron y en su lugar más raíces los volvieron a unir al árbol. Tobirama propuso utilizar esa parte del cuerpo de Madara para revivirlo con el Edo Tensei y saber más de la situación, sin embargo, Hashirama se rehusó debido a que era necesario un sacrificio, mencionando que debía haber otra manera. Posteriormente, luego de que Hashirama tocara el cuerpo de Madara, una corriente de chakra salió de este y se manifestó como Hagoromo, presentándose ante los Hokages como el creador del Ninshū y el conocido como el Sabio de los Seis Caminos. 
Seguidamente, Hagoromo les contó lo que sucedía y donde se encontraban todos, declarando que Naruto y Sasuke son el centro de la pelea, así mismo les cuenta un poco sobre el trozo del cuerpo de Madara, que era el Jinchūriki del Diez Colas y como es que él pudo surgir de este. Minato luego le pregunta sobre como funciona la técnica que mencionó, Hagoromo le responde que él hará los sellos y que esa técnica requiere una gran cantidad de Chakra, pero que sin embargo no lo tiene, puesto que ya lo utilizó, diciendo que no les queda mucho tiempo y les pide por favor que hicieran lo que decía. 
Posteriormente cuando Naruto y Sasuke finalmente logran sellar a Kaguya con las marcas de sus manos, Minato junto con Hashirama, Tobirama, Hiruzen junto a los anteriores Kages de todas las aldeas traídos desde el Mundo Puro por Hagoromo al igual que este último utilizaron el Jutsu de Invocación Combinada para traer desde la dimensión de Kaguya al Equipo Kakashi y a las nueve Bestias con Cola, además de a un casi muerto Madara, al regresar, Minato le dio la bienvenida a Naruto. Posteriormente Minato junto a los anteriores Hokage son liberados del Jutsu Invocación: Resurrección del Mundo Impuro por Hagoromo. Sin embargo, Naruto se dirige a donde se encontraba Minato en donde empezó a amanecer, con esto al llegar el nuevo día, Minato le desea un feliz cumpleaños a su hijo diciéndole que se había vuelto increíble. Minato le dice que existen en planos distintos y no se puede quedar para siempre, despidiéndose diciendo que le contará todo a Kushina, al oír esto Naruto le dice las cosas que quiere que le diga a su madre, dejando sorprendido y feliz a Minato. Finalmente su alma regresa al Mundo Puro diciendo que captó todo lo que le dijo Naruto y que se asegurará de decirle todo a Kushina cuando se encuentre con ella.

## Apariencia
Minato era bastante alto, de tez canela, quien en más de una ocasión se ha comparado con Naruto en términos de apariencia física, ambos tienen brillantes ojos azules y pelo rubio de punta. A diferencia de Naruto, Minato tenía flequillo enmarcando a ambos lados de la cara. De acuerdo con Jiraiya, Minato fue considerado como muy atractivo, ya que muchas mujeres se enamoraron locamente de él. Como este shinobi era perteneciente a Konoha llevaba el uniforme habitual de su aldea, que consistía en un traje azul con unas espirales rojas a cada lado de su hombro, con dos bandas blancas en cada manga y un chaleco de color verde sobre esa camisa. 
Después de convertirse en Hokage empezó a utilizar un abrigo blanco con unos bordes en forma de llamas rojas y en su espalda inscrita las palabras "Cuarto Hokage" (四代目火影, Yondaime Hokage) escrito verticalmente y se cierra en la parte frontal por una cuerda delgada de color naranja. En su juventud, vestía un chándal blanco con tres rayas azules en cada manga, camiseta de rejilla, pantalones oscuros sandalias oscuras hasta la pantorrilla. En un flashback, cuando era más adulto se vio que usaba una campera similar a la que usaba como Genin, con la diferencia de que esta tenía menos rayas azules, pantalones azules y sandalias también azules. 

## Habilidades
De acuerdo con Masashi Kishimoto, Minato fue el ninja más fuerte de la historia de Konoha y uno de los más poderosos del Mundo Shinobi a pesar de su muerte tan prematura. De igual modo, Jiraiya señala que el Cuarto Hokage fue uno de los ninjas más dotados de todos los tiempos, siendo considerado como un genio que solo aparece una vez por generación; creyendo que podría tratarse del chico de la profecía. Durante la Tercera Guerra Shinobi, se les dio a los ninjas enemigos la orden de si llegaran a verlo en el campo de batalla huyeran de inmediato, esto se debía a que Minato era conocido como el shinobi más rápido de toda la historia de Naruto al punto tal que se le apodo como el Relámpago Amarillo de Konoha (木ノ葉の黄色い閃光, Konoha no Kiiroi Senkō) siendo capaz de acabar con un pelotón completo en un abrir y cerrar de ojos. En algún momento se enfrentó a A y Killer Bee pudiendo haber matado muy fácilmente al futuro Raikage a pesar de que este utilizó su armadura de chakra Rayo de no ser por la intervención de su hermano. A su vez recibió elogios de otros grandes Shinobis como el Tercer Hokage quien lamentaba su muerte creyéndolo el único capaz de vencer a Orochimaru a su vez luego de ser revivido recibió elogios de este por su velocidad. Minato también era capaz de contrarrestar los ataques del Kurama con su técnica de espacio tiempo, hasta el punto de que Obito necesitó intervenir para enfrentarse a él directamente. Después de su batalla, Obito elogió a Minato y declaró que él era digno del título del Cuarto Hokage. 
Como Tobirama Senju, Minato demostró ser un Tipo Sensor de alto nivel pudiendo detectar la presencia de personas dentro de una zona simplemente colocando el dedo en el suelo. Y logró llevar la técnica de este el Jutsu del Dios Trueno Volador a un nuevo nivel siendo reconocido por este que tenía mejor velocidad y que era rápido actuando. Aunque nunca se ha mostrado que Minato posea jutsus o técnicas de gran potencia, se aprecia que su enorme poder se debía a su capacidad de explotar las habilidades que poseía, como el enfocarse en su velocidad para sorprender al enemigo, o analizar las cosas rápida y eficientemente, por lo cual sabía cómo y en qué momento atacar, es el único ninja que ha mostrado semejante estilo de lucha. Minato era reconocido como alguien que nunca realizaba algo sin una buena razón. También en las películas demuestra la capacidad de borrar los recuerdos de una persona con el Sello Borrador de Memoria, además de ser un experto en Fuinjutsu siéndole enseñadas las técnicas del Clan Uzumaki por Kushina.

## Modo Chakra de Kurama
Debido a que selló la parte Yin del chakra de Kurama en sí mismo antes de su muerte, una vez que fue revivido, fue capaz de utilizar una capa de chakra conocida como el Modo Chakra del Nueve Colas. Parece tener una cierta
activar esta etapa, como Naruto se sorprendió, e incluso Kurama. Y al igual que su hijo, la mitad Yin de Kurama y él pueden interactuar. 
Minato, ha demostrado que al fundir su Chakra con la bestia, puede crear al igual que su hijo una capa gigantesca de Chakra con la forma de Kurama solo que esta es más oscura que la de su hijo, este chakra es lo suficientemente puro como para que otras personas puedan estar en su interior sin que se deterioren sus cuerpos. En esta forma Minato fue capaz de crear un gigantesco Rasengan en la mano de la capa de Kurama, además es capaz de utilizar los Brazos de Chakra de Bestia con Cola pudiendo dividirlas, y al igual que los demás Jinchūriki, Minato podía utiliza la Bola Bestia con Cola. Después de transferir la mitad Yin de Kurama a Naruto, Minato perdió la capacidad de utilizar su poder.

## Taijutsu
Uno de los atributos más destacables de Minato era su gran velocidad y sus reflejos aparentemente instantáneos. En comparación entre el Cuarto Raikage con Minato, este último era capaz de reaccionar lo suficientemente rápido como para esquivar al Raikage usando la Armadura de Elemento Rayo. Incluso sin el uso de su técnica, Jutsu Dios del Trueno Volador, Minato fue lo suficientemente rápido como para atrapar a  Naruto bebé para evitar que fuera apuñalado por Obito. Él también podía responder al jutsu de espacio-tiempo de Obito lo suficientemente veloz como para escapar de él. Cuando lucha, empleaba a menudo su Kunai especial, manejándolo con soltura y aprovechando su forma particular, que lo hizo aún más propicio para el combate a corta distancia del Kunai estándar.

## Ninjutsu
En su juventud, Jiraiya le enseñó a utilizar el Jutsu de Invocación para convocar a los sapos. Tenía las reservas de chakra suficientes para convocar a Gamabunta y fue la única persona en poder controlarlo de la mejor manera posible. Podía utilizar la Invocación: Técnica Destructor de Cesta de Comida para restringir a Kurama usando a Gamabunta. En las películas demuestra poder usar el Jutsu: Clon de Sombra Shuriken, demostrando ser un experto en su uso transformando una Shuriken en cientos de ellas que golpean al oponente con un gran velocidad. También en la Cuarta Guerra Mundial Shinobi demuestra que puede utilizar técnicas de barreras como la Formación de los Cuatro Soles Rojos siendo una  de las barreras más poderosas vistas en la serie que solo 4 personas de nivel Hokage podían hacer, teniendo la capacidad de impedir el escape de una Bola Bijuu del Juubi. Según lo mencionado por Kurama Minato era un experto con el Jutsu de Transferencia de Chakra.    

### Rasengan
Minato pasó tres años creando el Rasengan, se dice que pudo ser al observar la Bola Bestia con Cola. La técnica no necesita sellos con las manos, utilizando en su lugar una concentración de chakra girando en forma de una esfera en la palma de la mano del usuario, que inflige un daño inmenso a su objetivo en contacto. Como su creador, Minato tuvo gran dominio del Rasengan, capaz de formarlo con una mano con una rapidez sin igual y su versión estándar siendo ligeramente más grande que el Rasengan utilizado por otros personajes. La falta de complejos preparativos necesarios para el Rasengan le dio una ventaja sobre otros usuarios; en la batalla contra Obito, fue capaz de formar un Rasengan después de lanzar un Kunai, marcado a su oponente lo que le permitió conseguir un golpe devastador a Obito inmediatamente después de realizar el Jutsu Dios del Trueno Volador. Él tenía la intención de combinar el Rasengan con su propia transformación de la naturaleza, pero la tarea era demasiado difícil de completar antes de su muerte prematura.

### Jutsu de Espacio-Tiempo
Minato fue famoso por su técnica única de espacio-tiempo, el Jutsu: Dios del Trueno Volador, que esencialmente le permitía movilizarse a cualquier lugar con el uso de sellos especiales, casi como si se teletransportara. El jutsu le valió el apodo del "Relampago Amarillo de Konoha", debido a la velocidad imposible de igualar en la que se trasladaba al usar esta técnica. Al arrojar un kunai que tenía un sello, podía acabar con un pelotón completo en un abrir y cerrar de ojos. Además de tele-transportarse a su kunai especial aun cuando viajaba por el aire. Él fue capaz de aplicar el sello a las superficies sólidas con sus propias manos, lo que le permite etiquetar a los opositores y darle una forma fácil de seguir y llegar a ellos. También incorporó la fórmula de sello en Kushina así que él siempre se podía acudir en su auxilio, también al realizar esta técnica el enemigo con el cual esta es aplicada queda con un sello de tele transportación en él. 
Para el uso defensivo, fue capaz de implementar las barreras espacio-temporales para contrarrestar los ataques de gran tamaño como la Biju-dama de Kurama, el envío el ataque a un área distante de la aldea. 
Una muestra de la aplicación del sello a bases sólidas es durante el combate contra Obito, en donde aplicó el Sello Contrato para quitar el dominio de Kurama y después utilizar el sello de transportación en su oponente para así derrotarlo finalmente. Tobirama Senju mencionó que el Jutsu de Cuerpo Parpadeante era mejor que el suyo.

## Técnicas de Sellado
Minato era muy conocedor de fūinjutsu o Técnicas de Sellado, en parte por Kushina que le enseñó algunos de los sellos del clan Uzumaki. Conocía todas las capacidades del Sello Mortal de la Parca de que no podría sellar por completo la mitad yin del chakra de Kurama. Minato también podía eliminar la capacidad del oponente para utilizar la Técnica de Invocación. El mayor ejemplo de su habilidad con fūinjutsu es el sello usado en Naruto: Sello de 8 Trigramas, lo que causaría que pequeñas cantidades de chakra de Kurama se filtraran y naturalmente se mezclaran con el propio chakra de Naruto. También tiene la capacidad de almacenar el chakra de Kushina y su propio chakra en Naruto para que puedan verlo cuando fuera mayor, incluso le permite recuperar el sello cada vez que este se rompa. Entre otras habilidades con las técnicas de sellado podía quitar el control de una persona sobre cualquiera de las Bestias con Colas con el Sello Contrato logrando quitar el control de Obito sobre Kurama. El era capaz de borrar los recuerdos de una persona con el Sello Borrador de Memoria.

## Senjutsu
Durante su vida, Minato aprendió a utilizar el Senjutsu directamente del Monte Myōboku, enseñándole a recolectar la Energía Natural y concentrarla para mejorar sus técnicas. Demostrando poder entrar en el Modo Sabio reuniendo dicha energía en su cuerpo adquiriendo un aumento en todas sus habilidades, aunque solo lo demostró una vez en la Cuarta Gran Guerra Ninja dijo que el tiempo que se requiere para reunir la energía no era suficiente por la situación en que se encontraba. Sin embargo, según lo dicho por el propio Minato, él no es muy bueno controlando el Senjutsu y tampoco para mantenerlo además de que nunca lo ha usado en un combate real. Esto era debido al tiempo que se requería para reunir la Energía Natural, algo que iba en contra de su estilo normal de lucha de golpear rápidamente a su enemigo. Haciendo uso del Senjutsu, Minato demostró ser capaz de agregarlo al Rasengan y utilizarlo para atacar. 

## Inteligencia
Minato ha demostrado ser inteligente desde una edad temprana, tal es el caso que ostenta la calificación más alta en la prueba escrita en toda la historia de los Exámenes Chūnin, por delante de Itachi Uchiha, otro genio desde su niñez. De los muchos ninja enviados para salvar a Kushina de los secuestradores de la Aldea Oculta de las Nubes, Minato fue el único en notar el rastro de pelo de Kushina. Después de ver una técnica una vez, pudo deducir correctamente la mecánica básica detrás de ella, como los pros y los contras del Chidori de Kakashi o como funcionaba el Kamui de Obito. Durante las batallas difíciles, todavía era capaz de mantener la compostura, la evaluación de la situación y la elaboración de un plan de acción adecuado.